# Lluvias de Copiapó de 1999
Las Lluvias de Copiapó de 1999 fue un fenómeno que dejó precipitaciones en la Región de Atacama entre los días 23 de abril y 4 de mayo de 1999. Las precipitaciones afectaron Chañaral y Copiapó con cerca de 70 centímetros de agua e hicieron crecidas en los ríos de la zona. Las lluvias dejaron un saldo de 16 casa inhabitables y 1 muerto. El hecho, al igual que el de 1997, fue nombrado como temporal debido a que el norte de Chile no está preparado para lluvias de gran intensidad.